# Martini & Cie

Bleicherei und Färberei in Haunstetten

Das Unternehmen Martini & Cie. war ein textilverarbeitender Betrieb mit Sitz in Augsburg. Im Jahr 1832 von den Brüdern Clemens und Friedrich Martini gegründet, wurde zunächst ein Werk in Haunstetten eröffnet. 1847 wurde schließlich ein weiteres Werk im Textilviertel unweit entfernt von anderen Textilfabriken errichtet.
Mit dem Niedergang der Textilindustrie wurde das Werk in Haunstetten Anfang der 1990er Jahre geschlossen und 1995 abgebrochen. Das Industriegelände (heutige Bezeichnung lautet martini park) im Textilviertel wurde nicht aufgegeben und beherbergt heute verschiedene Kleinunternehmen. Die noch bestehende Martini GmbH & Co. KG ist heute in den Bereichen Immobilien, Energieerzeugung und Forstwirtschaft tätig.